# Remont (koń)
Remont – młody koń dla wojska. 
Zakupy remontów były prowadzone przez służbę remontu, która była instytucją administracji wojskowej II Rzeczypospolitej. Remonty były uzupełnieniem pogłowia koni wojskowych nowymi zwierzętami zakupywanymi komisyjnie w czasie pokoju lub mobilizowanymi w czasie wojny od ludności według uprzednio wydanych kart mobilizacyjnych. Zakupione konie kierowano do oddziałów wojskowych zgodnie z zapotrzebowaniem, a najlepsze egzemplarze trafiały do Zapasu Młodych Koni. Remonty następnie były ujeżdżane lub przyuczane do pracy pociągowej. Z zasady zwierzęta kupowano z pominięciem pośredników, bezpośrednio od hodowców.
W przedwojennej Polsce istniało duże zróżnicowanie ras i typów koni spowodowane innymi zaleceniami hodowlanymi w państwach zaborczych oraz uwarunkowaniami historycznymi związanymi z przemarszami obcych armii. Tak zróżnicowane pogłowie zwiększało możliwość wyboru koni do stajni remontowych poszczególnych formacji konnych Wojska Polskiego: kawalerii, artylerii konnej czy taborów wojskowych.
Hodowle prywatne, oparte w większości na mierzynach z czasem starały się powiększyć hodowlany asortyment. Konie remontowe dla wojska decydowały o większej opłacalności, a wyższe ceny za te zwierzęta umożliwiały specjalizację hodowli. Hodowla koni na potrzeby kawalerii opierała się na koniu małopolskim. Dla artylerii zaczęto opierać hodowlę na koniach zimnokrwistych sprowadzanych ze Szwecji i Francji.